# Coop Lombardia
Coop Lombardia è una delle 7 grandi cooperative di consumatori del sistema Coop, e come tale aderisce all'ANCC della Lega Nazionale delle Cooperative e Mutue e al consorzio cooperativo Coop Italia.
Insieme alle grandi cooperative Coop Liguria e Nova Coop aderisce al Distretto Nord-Ovest.
Coop Lombardia controlla la società Marketing Trend S.p.A. che gestisce i negozi di fai da te con insegna Brico Io in Italia.

## Storia

### Da Muggiò a Coop Lombardia
Il primo nucleo dell'attuale Coop Lombardia è stata la Cooperativa di Consumo con forno di Muggiò, nata nel 1926. Questa cooperativa resistette al fascismo e alla guerra, e aprì nel 1958 un primo negozio a libero servizio e nel 1969 un supermercato. In Lombardia la rete cooperativa era ancora molto polverizzata (c'erano ancora 433 cooperative con 970 punti vendita) cosicché nel 1969 il presidente Primo Casati propose ai soci un progetto di fusione con altre cooperative, che si realizzò nel secondo semestre del 1970 incorporando la cooperativa "Aurora" di Cinisello Balsamo, con apertura del supercoop di Via Garibaldi, e la gestione di due negozi della cooperativa edificatrice "L'Aurora" di Bresso nella nuova ragione sociale Unicoop Lombardia.
Nel 1971 si procedette a incorporare la "Cooperativa Popolare di Consumo" di Nova Milanese, la "Benefica" di Cesate e la "Nazionale" di Limbiate. L'Associazione Lombarda delle Cooperative di Consumo affidò a questa nuova compagine il compito di accorpare le cooperative lombarde e di ammodernare la rete di vendita. Due anni dopo la sede venne spostata a Bollate. Nel 1973 si arrivò a 46 punti vendita e 18.000 soci ma Unicoop Lombardia rimaneva ancora un'azienda di piccole dimensioni, con capacità manageriali non adatte a una grande azienda, che non permetteva così uno sviluppo significativo. Primo Casati si dimise e subentrò Fernando Avunti, proveniente da "La Proletaria" (ora Unicoop Tirreno) e dal consorzio provinciale delle cooperative di consumatori di Livorno. Nel 1974 si procedette alla fusione con l'Unione Cooperativa Comasca e con la Coop Unione di Milano. Questa fusione permise lo sbarco nel capoluogo, e qui venne spostata la sede.
Nel 1975 venne creato il primo piano di sviluppo e ristrutturazione della rete di vendita, con il progetto di aprire alcuni moderni supermercati, alcuni successivamente aperti a Como e a Opera, e l'anno successivo venne inaugurato il nuovo magazzino logistico a Pieve Emanuele. Tuttavia la cooperativa, come anche Coop Liguria, Coop Piemonte e Coop Romagna Marche risentì della crisi economica petrolifera, con effetti molto pesanti tanto da chiedere aiuto al movimento nazionale. Venne così impostato con Coop Italia un programma di salvataggio con la chiusura di alcuni negozi, la vendita di alcuni immobili alle cooperative edificatrici e la riduzione dei costi. Venne però il problema di creare un nuovo gruppo dirigente: Avunti, convinto di aver fatto tutto il possibile, si dimise e tornò in Toscana. Coop Italia infatti non inviò nuove personalità, e molti dirigenti lasciavano l'azienda andando a lavorare alla concorrenza. Per una parte del movimento cooperativo inoltre Unicoop Lombardia era in una situazione tale che andava avviata alla liquidazione. Diventò così presidente Ambrogio Vaghi, che non si rassegnò alla situazione: avviò la ricostruzione di un gruppo dirigente, anche con l'assunzione di quadri dall'esterno, venne instaurato un gruppo di lavoro di Coop Italia, diretto da Giovanni Consorte che produsse una dettagliata analisi, e così riuscirono a ottenere un miliardo di lire dal movimento e iniziò un processo di ristrutturazione con riqualificazione della rete (tra cui due nuovi supermercati a Milano e a Lodi) che si completò nel 1982.
L'anno successivo avvenne una svolta: venne incorporata la Unione Cooperative di Consumo di Cremona (UCCC), una cooperativa nata nel 1945 che razionalizzò e modernizzò la rete della provincia, e che successivamente incorporò la Unione Cooperative di Brescia arrivando a 15 punti vendita e 20.000 soci. Oltre all'UCCC venne incorporato il magazzino consortile di Pieve Emanuele, e la ragione sociale cambiò da Unicoop Lombardia a Coop Lombardia.

### Dal 1984 al 2020
La nuova cooperativa aveva 43 punti vendita, quasi 50.000 soci e 1.200 dipendenti. Nel 1984 viene eletto nuovo presidente Antonio Bertolini, che compresa l'evoluzione del mercato della distribuzione in corso in quegli anni, diede avvio ad un'ulteriore ristrutturazione della società ponendo le basi per l'apertura di nuovi Ipermercati. Superata ormai definitivamente la crisi, ci fu un forte sviluppo: nel 1988 al Gallaratese (un quartiere popolare molto popoloso di Milano) aprì il centro commerciale Bonola, progettato nel 1978, che al suo interno ospitava il primo ipermercato con insegna Ipercoop d'Italia.
Lo sviluppo proseguì notevolmente soprattutto in provincia di Milano, e negli anni Novanta e Duemila avvennero diverse aperture puntando soprattutto sui superstore e sugli ipermercati. Per il canale ipermercati vennero aperti a Milano città altre due strutture (nel 1991 nel quartiere di Baggio e nel 2001 in Piazza Lodi), e quattro aperture avvennero in provincia: il centro "Metropoli" di Novate Milanese (1999), il centro "Acquario" di Vignate (2002), il "Centro Sarca" di Sesto San Giovanni (2003) e quello di Peschiera Borromeo nel 2011.
Con il canale iper si aprirono quattro centri commerciali anche fuori dalla provincia di Milano: nel 1993 il centro commerciale "Mirabello" a Cantù (CO), ad oggi ridotta la superficie di vendita e trasformato in Superstore, nel 1994 il centro commerciale "Gran Rondò" di Crema (CR), nel 2005 il centro comnmerciale "Il Ducale" di Vigevano (PV) e il "CremonaPo" di Cremona nel 2006.
Parallelamente molti negozi di piccole dimensioni sono stati sostituiti da moderni superstore (vedi Novate Milanese nel 1985, Sesto San Giovanni nel 1990, Muggiò nel 1996 e Opera nel 2000).
Nel 1999 Coop Lombardia incorpora la Coop Unione con sede a Busto Arsizio, che ha portato in dote i suoi punti vendita, rafforzando notevolmente la presenza nel Varesotto dove Coop Lombardia possedeva solo un punto vendita a Gallarate.
Coop Lombardia ha avuto una notevole crescita: se nel 1991 i soci erano appena 138.700 con 36 supermercati e 2 Ipercoop, e le vendite erano pari a circa 352,95 milioni di euro, quindici anni dopo si arrivò a ben 764.151 soci, con 41 supermercati e 10 Ipercoop, e con 941,37 milioni di euro di vendite.
Le aree di presenza sono concentrate soprattutto nell'hinterland milanese, con una presenza importante (in termini di quote di mercato) anche nelle province di Cremona e Brescia e insediamenti nelle province di Como, Varese, Lodi, Pavia e Bergamo.
Inoltre agli inizi del terzo millennio si stabilì un accordo con altre cooperative, ovvero Coop Liguria, Coop Consumatori Nordest e Coop Adriatica, per aprire ipermercati in Sicilia: nel 2004 venne costituita la società Ipercoop Sicilia S.p.A. con sede a Palermo, e nel maggio del 2007 aprì il primo dei 7 Ipercoop previsti, a Ragusa, seguito nel marzo 2008 da quello di Milazzo, a maggio 2009 da quello di Gravina di Catania e a novembre 2009 dal primo Ipercoop di Palermo e a novembre 2010 dal secondo Ipercoop del capoluogo siciliano. Il 1º ottobre 2014, in seguito alla fusione tra IperCoop Sicilia S.p.A. e SuperCoop Sicilia S.r.l, Coop Lombardia e Coop Liguria cedono le loro quote della neonata Coop Sicilia alle due Coop rimanenti Coop Adriatica e Coop Consumatori Nordest e lasciano l'azienda, attualmente nella regione Siciliana non è più presente l’insegna Coop. .
Da luglio 2007 Coop Lombardia ha adottato ufficialmente l'insegna InCoop e il nuovo layout di Coop Italia per le piccole strutture, cominciando con l'avvenuta ristrutturazione del negozio di Arcore.
Il 6 marzo 2008 ha aperto il nuovo superstore di Varese, dimostrando l'interesse della Cooperativa di svilupparsi maggiormente anche fuori dalle province storiche più radicate.
Il 18 novembre 2009 ha aperto il nuovo superstore "ecologico" di Desio, aumentando così notevolmente la presenza di Coop nella Provincia di Monza e della Brianza.
Il 21 marzo 2012 ha aperto il superstore di Bergamo, che ha permesso lo sbarco della cooperativa nella provincia orobica. Esattamente un anno dopo, il 21 marzo 2013, raddoppia la presenza nella provincia bergamasca aprendo un supermercato a Trescore Balneario.
Il 16 e il 17 settembre 2013 vengono definitivamente convertiti in Ipercoop i due punti vendita ad insegna IperPellicano (Gruppo Lombardini) di Treviglio e di Mapello, decretando di fatto l'ingresso del formato iper anche nella provincia di Bergamo.
Il 24 settembre 2016 viene aperto un nuovo Ipercoop, questa volta all'interno del centro commerciale Elnòs Ikea di Roncadelle (BS) che ha chiuso nel 2018 per essere sostituito dal nuovo Ipercoop di Brescia all'interno del centro commerciale Nuovo Flaminia.
Il 1º novembre 2020 Coop Lombardia incorpora Coop Vicinato Lombardia con 36 negozi, inizialmente, poi nel corso del 2020 ne ha chiusi 3, passando a 33 negozi, 45.000 soci, 400 dipendenti e un fatturato di 70 milioni di euro nel 2019.

### Dal 2020 ad oggi
Dal 2020, Coop Lombardia ha intrapreso un percorso di studi di fattibilità e riorganizzazione in collaborazione con Coop Liguria per realizzare una fusione che rappresenta un importante passo verso il consolidamento delle due cooperative, consentendo di unire risorse e competenze per rafforzare la presenza sul mercato. Entrambe le cooperative porteranno con sé le loro rispettive società controllate, ampliando così il portafoglio di attività e competenze della nuova entità. Questo processo non solo offre l'opportunità di crescere e svilupparsi, ma risponde anche alle sfide di un mercato sempre più competitivo e alle evoluzioni delle esigenze dei consumatori, promettendo un impatto positivo sia sulle cooperative coinvolte che sui clienti, che potranno beneficiare di una gamma più ampia di prodotti e servizi di alta qualità. 

## Soci
Al 31 dicembre 2024 i soci erano 739.898.
I soci sono organizzati in 38 comitati soci di zona e quattro centri socio culturali territoriali.
I soci prestatori, ovvero titolari di libretto di prestito sociale erano 106.104.
Coop Lombardia ha effettuato il 63,12% delle vendite ai suoi soci.
Dal 2004 Coop Lombardia ha una sua edizione della rivista "Consumatori" (utilizzata, con edizioni locali, anche dalle altre grandi Coop del distretto Adriatico e del Nord-Ovest), che viene distribuita ai soci gratuitamente nei punti vendita e tramite versione PDF su Internet. In precedenza (dal 1982 al 2003) Coop Lombardia distribuiva una sua rivista, chiamata "Quale Consumo".
Inoltre c'è un'altra rivista, "Noi Coop" che è riservata ai dipendenti.

## Rete di vendita
Nell'anno 2023  Coop Lombardia conta 104  punti vendita, divisi tra ipermercati (14), superstore (20), supermercati (23) e negozi di vicinato (47)
Questo è il dettaglio della rete di vendita al 31/12/2022:
| Provincia       | negozi di vicinato | super mercati | super store | iper mercati |
| --------------- | ------------------ | ------------- | ----------- | ------------ |
| Bergamo         | 2                  | 3             | 0           | 2            |
| Brescia1        | 4                  | 2             | 1           | 1            |
| Como            | 2                  | 0             | 1           | 1            |
| Cremona         | 5                  | 1             | 1           | 2            |
| Lecco           | 1                  | 0             | 0           | 0            |
| Lodi            | 2                  | 0             | 1           | 0            |
| Milano          | 17                 | 10            | 8           | 7            |
| Monza e Brianza | 4                  | 2             | 2           | 0            |
| Pavia           | 1                  | 0             | 2           | 1            |
| Varese2         | 2                  | 4             | 2           | 0            |

1: Provincia dov è presente anche Coop Alleanza 3.0
2: Provincia dov è presente anche Nova Coop
Come si può notare Coop Lombardia opera in un'area limitata della Regione, tuttavia in provincia di Mantova e a Montichiari (BS) è presente Coop Alleanza 3.0 e a Tradate, Luino (VA) e Castano Primo (MI) è presente Nova Coop. In regione sono inoltre presenti una trentina di piccole cooperative.
Nova Coop, operante in Lombardia, gestisce anche alcuni negozi attraverso una società controllata chiamata Coop Alto Verbano. Questa cooperativa, che fa parte di Nova Coop dal 2019, conta attualmente 12 superstore e 4 InCoop, consolidando così la sua presenza nel mercato locale. 
La rete di aree di servizio per carburanti a marchio Enercoop conta sette impianti situati a Busto Garolfo, Cantù, Crema, Mapello, Opera e Treviglio.
Enercoop aprirà una nuova stazione di servizio a Cesate.

## Curiosità
- Coop Lombardia offre ai propri soci, direttamente o in convenzione, tutta una serie di agevolazioni e servizi su diversi settori anche extra commerciali (compresi servizi finanziari, educativi, culturali, del tempo libero e dei viaggi, ecc) con il marchio Per te - la rete dei servizi Coop, creando un apposito spazio in diversi punti vendita;
- Nel momento di crisi economica, pur di fare sviluppo, Unicoop Lombardia ha acquisito due punti vendita dall'Esselunga, che quest'ultima riteneva obsoleti: erano i supermercati di Milano viale Monza e via Ornato nel quartiere Niguarda, che hanno permesso di avere due medie strutture, comprese di attrezzature, a costo zero e di chiudere alcuni piccoli negozi[3].

## Insegne

Insegna Coop
Insegna Ipercoop